# 惲小華
惲小華（1965年9月-2007年9月12日），常州武進人。中國電子工程科學家。南京理工大学电子工程与光电技术学院教授、博士生导师、微波工程研究中心主任，浙江大學博士生導師。1994年至2007間，先後承擔了“毫米波星间链路技术”在內的二十余项国家级科研项目。2007年，入選中国工程院院士候选人。2007年9月12日，于杭州華家池遭到殺害，享年四十二歲。兇手王超為其所開公司總經理，後被判死刑。